# برکی، افغانستان
برکی (به لاتین: Baraki Barak) یک منطقهٔ مسکونی در افغانستان است که در ولایت لوگر واقع شده‌است. برکی ۲۲٬۶۲۲ نفر جمعیت دارد و ۱٬۹۱۸ متر بالاتر از سطح دریا واقع شده‌است.